# Lothar von Arnauld de la Perière

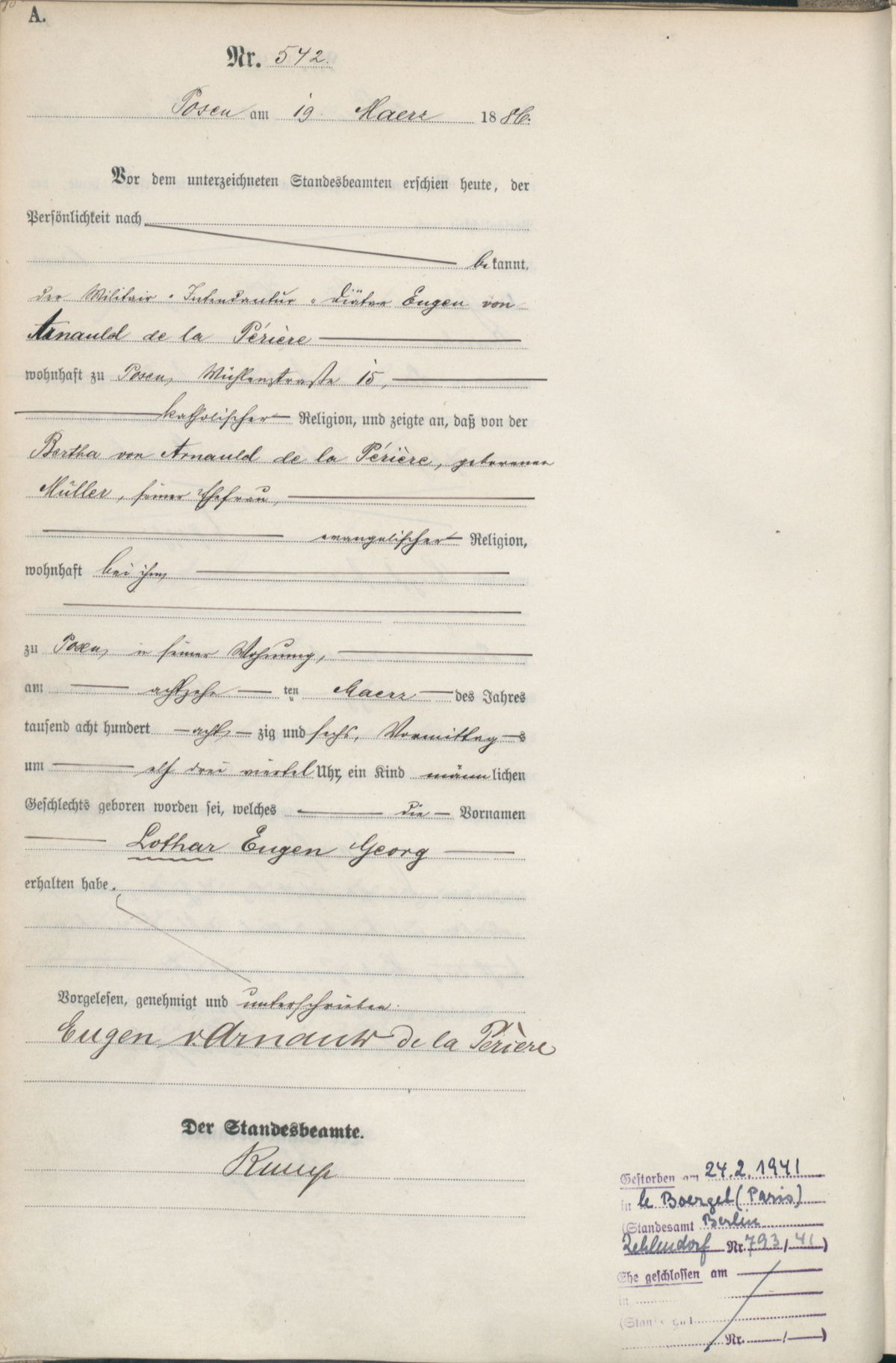
Akt urodzenia Lothara von Arnauld de la Perière

Lothar von Arnauld de la Perière (ur. 18 marca 1886 w Poznaniu, zm. 24 lutego 1941 w Le Bourget) – niemiecki wojskowy, oficer Kaiserliche Marine, Reichsmarine i Kriegsmarine, podczas I wojny światowej, jako dowódca U-Bootów, zatopił 194 statki o łącznym tonażu 453 716 BRT oraz dwa małe okręty wojenne, co uczyniło go największym asem broni podwodnej wszech czasów.

## Życiorys
Lothar von Arnauld de la Perière urodził się w pruskim Poznaniu, w rodzinie o francuskich korzeniach i tradycjach służby wojskowej. Do Kaiserliche Marine wstąpił w 1903 roku, służył między innymi na krążowniku „Emden” i w sztabie generalnym. W 1914 roku awansował do stopnia kapitana marynarki (Kapitänleutnant). Po wybuchu I wojny światowej został skierowany do szkoły broni podwodnej w Kilonii, dla odbycia kursu dowódców U-Bootów. Wysłano go do Cattaro nad Morzem Adriatyckim, gdzie 15 listopada 1915 roku przejął od Waldemara Kophamela dowodzenie nad U-35, działającym w składzie niemieckiej flotylli, w oparciu o austriackie bazy na Adriatyku i Morzu Śródziemnym.
W trakcie swych 14 śródziemnomorskich patroli na U-35 Arnauld de la Perière zatopił łącznie 189 statków różnej wielkości i dwie kanonierki przeciwnika (według innych źródeł było to 10 lub 15 patroli i 188 zatopionych statków), w większości ogniem artyleryjskim bądź przez założenie ładunków wybuchowych po abordażu jednostki. Najbardziej udany był patrol pomiędzy 26 lipca a 20 sierpnia 1916 roku w zachodniej części Morza Śródziemnego, podczas którego U-35 zniszczył 54 statki parowe i żaglowce, co przyniosło jego dowódcy odznaczenie Pour le Mérite. Odwołany do Niemiec w początkach 1918 roku, objął dowodzenie krążownikiem podwodnym U-139, na którym odbył jeden patrol bojowy na Oceanie Atlantyckim, zatapiając kolejne pięć statków.
Ogólny tonaż zatopionych jednostek (bez dwóch kanonierek o łącznej wyporności około 2500 ton) osiągnął 453 716 (453 368) BRT, co czyni Arnaulda de la Perière'a najbardziej skutecznym dowódcą okrętu podwodnego w historii. Po zakończeniu wojny pozostał w służbie w Reichsmarine. Między wrześniem 1928 a październikiem 1930 roku był dowódcą szkolnego krążownika „Emden”, na którym odbył roczny rejs dookoła świata i drugi długi rejs szkolny. Przeszedł w stan spoczynku w 1931 roku, w stopniu komandora (Kapitän zur See). W latach 1932–1938 był wykładowcą w akademii tureckiej marynarki wojennej. Powrócił do aktywnej służby po wybuchu II wojny światowej, w stopniu kontradmirała (Konteradmiral), jako komendant obszarów morskich w Belgii i Holandii, następnie w Bretanii i zachodniej Francji. Awansowany 1 lutego 1941 roku do stopnia wiceadmirała (Vizeadmiral), został mianowany dowódcą obszaru południowo-wschodniego (Admiral Südost), ale przed objęciem stanowiska zginął w katastrofie lotniczej na lotnisku Le Bourget pod Paryżem. Został pochowany na Cmentarzu Inwalidów w Berlinie.
W trakcie swej służby był odznaczony między innymi: Pour le Mérite (1916), Krzyżem Żelaznym I i II klasy, Krzyżem Zasługi Wojennej, Orderem Rodu Hohenzollernów, pruskim Orderem Korony, Krzyżem Hanzeatyckim miasta Hamburga, austriackimi Orderem Leopolda, Orderem Żelaznej Korony i Krzyżem Zasługi Wojskowej oraz osmańskimi Medalem Wojennym i Medalem Imtiyaz.